# Fridens kilowatt och rivaler
Fridens kilowatt och rivaler var ett rockband som kompade Leif "Burken" Björklund under 1970-talet. 
Medlemmarna bestod förutom av Burken själv (sång & dragspel) av Bertil Bertilsson (Dirty Bertie, konferencier), Sigge Ernst (gitarr), Per-Arne Eklund (bas), Åke Larsén (trummor), Åke Gauffin (saxofon), Lennart Grahn (gitarr) och Kjell Berggren (piano och orgel). Bandnamnet var en blinkning till den amerikanska gruppen Creedence Clearwater Revival. Flera av bandmedlemmarna var också med i Rockfolket med Rock-Ragge. Deras största hit var "Hey Baberiba" som låg på Svensktoppen och Kvällstoppen 1972–1973.

## Diskografi (urval)
Album
- 1971 – Rockgala på Dambergs (liveupptagning, Fridens kilowatt och rivaler, Charlie Kuylenstierna, Jan Rohde, Little Glimstedt m fl)
- 1972 – Burken; rock-kung (liveupptagning, Fridens kilowatt och rivaler)
- 1972 – Fridens kilowatt och rivaler (Fridens kilowatt och rivaler)
- 1974 – Burken; one more time (Fridens kilowatt och rivaler)